# Општина Кошеју (Салаж)
Кошеју (рум. Coşeiu) општина је у Румунији у округу Салаж.
Oпштина се налази на надморској висини од 288 m.